# گمینا واسکاژو
گمینا واسکاژو (به لهستانی:  Gmina Łaskarzew) یک گمینا در لهستان است که در شهرستان گاروولین واقع شده‌است. گمینا واسکاژو ۸۷٫۵۳ کیلومتر مربع مساحت و ۵٬۵۴۱ نفر جمعیت دارد.